# Midafotel
Midafotel (CPPene; SDZ EAA 494) è un potente e competitivo antagonista al recettore NMDA, originariamente progettato come potenziale terapia per l'eccitotossicità, epilessia o dolore neuropatico.
Appariva molto promettente negli studi in vitro, dove risultava non essere influente su altri recettori. La ricerca è proseguita attraverso studi in vivo con i gatti e nei babbuini, dove è risultato efficace nel bloccare epilessie fotosensibili.
Il CPPene ha un profilo farmacocinetico adatto per il progresso alle sperimentazioni cliniche, in quanto non tossico e per l'escrezione totalmente attraverso il sistema renale e rimane invariato nel cervello.
Tuttavia, il CPPene è stato rimosso da studi clinici, in quanto non forniva alcuna protezione neuronale o un trattamento consistentemente benefico per l'epilessia. Inoltre si sono verificati importanti effetti collaterali che hanno portato molti pazienti a ritirarsi dal trial.
Una possibile spiegazione sulla sua mancanza di efficacia nei test è la finestra temporale terapeutica, relativamente breve a seguito del danno ischemico e il fatto che una piccola quantità di glutammato aiuta la sopravvivenza neuronale.